# Antilopinae
Antilopinae é uma subfamília dos Bovidae. As gazelas, os blackbucks, as cabras-de-leque, as gazelas-girafa, os dibatags e as gazelas da Ásia Central, são os representantes dessa subfamília, e são frequentemente chamados "antílopes verdadeiros", termo empregado também para definir o grupo. Os antílopes verdadeiros ocorrem na maioria das regiões da África e da Ásia, mas com a concentração mais elevada de espécies ocorrendo na África Oriental, Eritreia, Etiópia, Somália, Quênia e Tanzânia. 
As saigas e os antílopes-tibetanos são relacionados aos antílopes verdadeiros (Antilopinae) e aos caprinos (Caprinae), mas colocados frequentemente em sua própria subfamília, Saiginae. Estes habitam a Ásia Central e Ocidental. 
Os dik-diks são colocados às vezes em uma subfamília separada, Neotraginae, e todos vivem na África Subsaariana. 

## Classificação
A subfamília Antilopinae divide-se em 9 tribos, de acordo com as evidências científicas mais atualizadas.
- Subfamília Antilopinae
  - Tribo Aepycerotini
    - Gênero Aepyceros – 1 espécie

  - Tribo Alcelaphini
    - Gênero Alcelaphus – 1 espécie
    - Gênero Beatragus – 1 espécie
    - Gênero Connochaetes – 2 espécies
    - Gênero Damaliscus – 2 espécies

  - Tribo Antilopini
    - Gênero Ammodorcas – 1 espécie
    - Gênero Antidorcas – 1 espécie
    - Gênero Antilope – 1 espécie
    - Gênero Dorcatragus – 1 espécie
    - Gênero Eudorcas – 4 espécies existentes e 1 extinta
    - Gênero Gazella – 9 espécies
    - Gênero Litocranius – 1 espécie
    - Gênero Madoqua – 7 espécies
    - Gênero Nanger – 5 espécies
    - Gênero Ourebia – 1 espécie
    - Gênero Procapra – 3 espécies
    - Gênero Raphicerus – 3 espécies
    - Gênero Saiga – 1 espécie

  - Tribo Caprini
    - Gênero Ammotragus – 1 espécie
    - Gênero Arabitragus – 1 espécie
    - Gênero Budorcas – 2 espécies
    - Gênero Capra – 10 espécies
    - Gênero Capricornis – 4 espécies
    - Gênero Hemitragus – 1 espécie
    - Gênero Nemorhaedus – 6 espécies
    - Gênero Nilgiritragus – 1 espécie
    - Gênero Oreamnos – 1 espécie
    - Gênero Ovibos – 1 espécie
    - Gênero Ovis – 7 espécies
    - Gênero Pantholops – 1 espécie
    - Gênero Pseudois – 1 espécie
    - Gênero Rupicapra – 2 espécies

  - Tribo Cephalophini
    - Gênero Cephalophorus – 11 espécies
    - Gênero Cephalophula – 1 espécie
    - Gênero Cephalophus – 4 espécies
    - Gênero Leucocephalophus – 1 espécie
    - Gênero Philantomba – 3 espécies
    - Gênero Sylvicapra – 1 espécie

  - Tribo Hippotragini
    - Gênero Addax – 1 espécie
    - Gênero Hippotragus – 2 espécies existentes e 1 extinta
    - Gênero Oryx – 4 espécies

  - Tribo Neotragini
    - Gênero Neotragus – 1 espécie
    - Gênero Nesotragus – 2 espécies

  - Tribo Oreotragini
    - Gênero Oreotragus – 1 espécie

  - Tribo Reduncini
    - Gênero Kobus – 5 espécies
    - Gênero Pelea – 1 espécie
    - Gênero Redunca – 3 espécies

Uma taxonomia mais antiga dividia a subfamília Antilopinae em 3 tribos: Antilopini, Neotragini e Pantholopini. A tribo Antilopini dividia-se em Ammodorcas, Antidorcas, Antilope, Eudorcas, Gazella, Litocranius, Nanger, Procapra e Saiga. Neotragini incluía os gêneros Dorcatragus, Madoqua, Neotragus, Oreotragus, Ourebia e Raphicerus. Já a tribo Pantholopini continha somente o gênero Pantholops. Uma classificação posterior elevou a tribo Pantholopini a subfamília Pantholopinae.